# Dota 2
《Dota 2》是一款由Valve开发免费的多人在线战斗竞技类游戏。2011年Dota 2开始在Windows平台上进行测试，它的前身《DotA》是《魔兽争霸III》及扩展版本冰封王座中的一张自定义游戏地图。截至2019年6月，Dota 2支持Windows系统、MacOS系统及Linux系统。Dota 2是Steam平台上活跃人数最多的游戏之一，最高在线人数超过120万。
Dota 2的游戏比赛在两个队伍间进行，每个队伍有五名玩家，每个队伍都有一条优势路。每个队伍的游戏目标是摧毁对面要塞中的远古遗迹。每个玩家从一百多位能力风格技能迥异的英雄中选择一位进行操控。在比赛中，玩家在相互对抗的过程中为各自的英雄收集金钱、经验及道具。
Dota 2的发展开始于2009年，曾受雇于Valve的IceFrog作为当时Dota模组的领导设计者。2015年9月份Dota 2从起源（Source）引擎更新到起源2（Source 2）引擎，并成为第一个使用这款引擎的游戏。
Dota 2有遍及世界的专业比赛，来自世界范围内的队伍在各种地区联盟举办的比赛及锦标赛中进行对抗。在所有专业级的锦标赛中，规模最大的锦标赛被称为国际邀请赛。国际邀请赛是由Valve举办，每年一度的赛事在西雅图的钥匙球馆举办（2011年第一届TI邀请赛在德国科隆举办，2018年在加拿大温哥华举办，2019年在中国上海举办）。国际邀请赛的总奖金额目前保持着电子竞技历史上奖金额最高的记录，2018年第八届国际邀请赛总奖金超过2500万美元。从2015年开始，Valve开始举办季节性的锦标赛，被称为特锦赛，第一个特锦赛在德国的法兰克福举办。2017年下半年开始，改为实行Dota职业巡回赛赛制（Dota Pro Circuit, 简称DPC），根据赛季末排名确定当年国际邀请赛直邀队伍名单。
尽管有一些批评指向其陡峭的学习曲线和整体复杂性，但Dota 2因其良好的可玩性，制作质量以及对其前作的良好继承而受到称赞，多家游戏媒体认为它是有史以来最伟大的电脑游戏之一。自发布以来，它一直是Steam上最受欢迎的游戏之一。游戏的流行产生了许多相关周边，包括服装，配饰和玩具，以及与其他游戏和出版物的促销搭配。Dota 2还允许社区创建自己的游戏模式，地图和饰品，并将其上传到Steam创意工坊。 Valve还开发了另外两款以Dota 2为背景的游戏。第一款为石器牌（Artifact），是2018年11月发布的数字收藏卡片游戏，第二款是刀塔霸业（Dota Underlords），是一款自走棋游戏，玩法源自刀塔自走棋，Dota 2中一个受欢迎的自定义模式。 Dota 2也被用于机器学习实验，一组名为OpenAI Five的人工智能显示出击败职业玩家的能力。

## 游戏方式

### 基本玩法
Dota 2是一款多人在线战斗竞技类游戏，基于3D图形环境，通过高空视角呈现游戏画面。两只队伍各有五名队员，分别代表着天辉（Radiant）和夜魇（Dire），在游戏地图上进行对抗。每名玩家控制124位“英雄”中的一位，每名英雄都有各自独特的技能和操作体系。在每局游戏初始，所有10名英雄处于等级1，他们通过战斗来积累经验从而升级并变的更强。当英雄每升一级时，玩家可以学习一个新技能、加强原有的技能或选择天赋。每名英雄的战斗方式取决于他们的初始属性—力量、敏捷、智力以及全才。
一条河将地图分为两部分，天辉和夜魇的基地在地图的对角，其中天辉在左下方，夜魇在右上方。每方基地里各有一个关键的建筑物，称为“遗迹”。另外，一座喷泉用来复活英雄或者给英雄快速恢复生命与魔法，便于其快速地再次投入战斗。当一方摧毁另一方的遗迹时，游戏结束。三条道路将两个要塞连接起来，每条道路上都有两座自动攻击的防御塔，电脑控制的小兵会沿着道路走到另一方的要塞，小兵们会攻击敌方的英雄、小兵和建筑物。因为电脑机械控制，所有小兵都会不例外的被攻击致死。天辉和夜魇地图上分布着中立生物，最强的中立生物是Roshan。无论哪方击杀Roshan都可以获得奖励。
在游戏时，玩家会持续收到系统给予的少量金钱。这里的金钱与网游的金钱概念不同，属于游戏规则的一部分。金钱可以用来购买道具来为英雄提供能力或者强化英雄。金钱可以通过摧毁敌方的建筑物，击杀敌方小兵、英雄、中立生物得到。只有完成击杀而非单单攻击对方才能获得金钱，击杀这个动作称为“补刀”。敌方英雄被击杀时，周围所有的我方英雄都将获得金钱。我方英雄可以通过反补友方单位或者建筑物来降低敌方英雄的金钱和经验收益。
Dota 2为玩家们提供季节性的活动，这些活动可能与标准的游戏规则不一致。包括夜魇暗潮、迎霜节及芳晓佳节等，其中芳晓节是为了庆祝春节的到来。Dota 2同样提供由社区制作的自定义游戏，其中受欢迎的游戏将由Valve提供专门的服务器。
在最近更新中，游戏比赛暂停时，可以在屏幕上玩小游戏，等待不再无聊。
Dota 2支持以虚拟现实（VR）的方式进行观战，该技术由SteamVR提供。

### 遊戲特色
- 採用即時戰略遊戲常用的俯瞰視角，並融入角色扮演遊戲中英雄的升級系統與物品系統。
- 使用Source引擎的Dota 2可以避免舊有的《魔獸爭霸III》帶來的限制，但只有部份的英雄、物品、地形與建築會保持原樣地轉移到Dota 2上。
- Dota 2整合语音交谈，可以在游戏期间不依赖第三方语音软体进行交谈，在游戏中语音默认打开，但玩家也可以屏蔽自己不愿听到的玩家的语音。
- 使用Steamworks作為配對系統和社群獎賞系統。
- 教練系統，允許一個經驗老到的玩家觀看初學者遊玩的過程，並給予指導。[4]
- 觀察者模式，可在大廳中觀看目前進行的遊戲，並且系統會自動列出熱門遊戲，观战有一定的时间延迟以防止作弊。
- 練習模式，可以選擇與電腦AI進行遊戲。
- 重播功能，目前線上進行的每一次遊戲都有對應的遊戲ID並可以在遊戲內下載並重播。重播時可以聽到解說員（如果有）的聲音並可選擇解說員及選手的FOV。
- 录像接管，观看者在观看比赛录像的任意时间点上，启动录像接管功能，即可从此时间点开始进行游戏。
- 內置聯賽觀看功能。可以在遊戲商店裡購買聯賽門票以在遊戲內隨時觀看職業聯賽。

## 游戏发展

### 起源
Dota系列开始于2003年，最初是暴雪娱乐旗下魔兽争霸III中的自定义地图——守卫遗迹（Defense of the Ancients, DotA），最初的制作者是“Eul（风杖）”。同年晚些时候，魔兽争霸III的扩展版本——冰封王座发布。一系列类dota的地图纷纷问世，其中最著名的是由Steve Feak制作的Dota全明星。Feak和他的朋友Steve Mescon成立了官方的DotA社区网站dota-allstars.com，并且成立了公司——DotA-Allstars, LLC。2005年，Feak从dota全明星的项目上退出。Feak的一个朋友，IceFrog（冰蛙）成为了DotA项目的领导设计师。dota的受欢迎程度空前增长，成为世界上最受欢迎的mod。2009年，IceFrog和Mescon发生分歧，这促使IceFrog建立一个新的社区网站，playdota.com。
Valve对DotA的兴趣起始于其部分成员成为Dota的粉丝，其中包括《军团要塞》团队的设计师Robin Walker。Valve通过电子邮件与IceFrog接触，询问他对Dota项目的长期规划。一直到IceFrog受雇于Valve，并领导Dota的后续发展。2009年10月，IceFrog通过他的博客宣布他的新职位。2010年10月13日，Game Informer将Dota 2项目公诸于众。随之而来的巨大流量使Game Informer的服务器宕机。

### 设计
Dota 2项目组的一项初期目标是基于起源引擎的Dota美术风格。最具代表性的是，天辉和夜魇势力取代了之前版本mod的近卫和天灾。两方势力的每位英雄外表都被调整的更具个人特征，减少了公共特征。来自于Dota的名字、技能、物品和地图有很大程度的保留。天梯系统的增加使得玩家可以与水平相近的对手进行对抗。同时，不需要任何等级就可以进行的练习赛允许玩家一个人或者与同伴甚至与电脑一起进行游戏。在Dota 2的第一次问答环节中，冰蛙表示游戏是在对原有mod不进行根本性修改的基础上制作的。Valve与包括Eul（风杖）和艺术家Kendrick Lim在内的dota社区贡献者们签订合约以保证游戏的一致性与延续性。魔兽争霸III的作曲家Jason Hayes受雇与 Tim Larkin一起制作Dota 2的背景音乐。根据冰蛙的来自Valve之外的贡献者们将被定期聘用，作为Dota的传统，社区力量的贡献。
为了匹配Dota 2，起源引擎进行了相关升级。增加了Steam集成功能，它可以提供社区组件及个人信息和设置的云储存。在2013年11月，Valve引进了教练系统，它允许有经验的玩家在游戏内指导新玩家。在早先的Steam版本中，玩家可以在Dota 2的游戏内观战。有关对锦标赛的支持在2012年6月加入。可以通过在Dota商店内购买相关比赛的门票来进行观战，当中包含正在进行及已经完成的比赛。门票的费用部分归锦标赛的组织者所有。经常在一起进行游戏的玩家将被自动识别为一个队伍。
作为提升Dota 2相关社交功能计划的一部分，Neweell在2012年4月宣布游戏将免费提供，社区贡献者们会成为基础。同年6月，Dota 2团队确认Dota1上的英雄和物品将毫无更改的保留。收入将来源于Dota商店，商店提供可购买用来提升游戏体验的虚拟物品，例如游戏内的服饰及音乐。在游戏发布之后，玩家可以购买开拓者捆绑包，其中包括一份Dota 2的数字备份和几件装饰道具。装饰道具由Valve和社区（通过Steam创意工坊）共同提供。这种方式在为的《军团要塞2》创作者们在2011年6月来带350W收入之后变得很流行。2014年1月，Newell透露，去年平均每位Steam创意工坊的制作者们从他们的作品中获得了15,000美元的收入。
完美世界代理的DOTA2客户端中，部分游戏模型，与STEAM服务器 DOTA2 有所区别，例如血的颜色以及部分英雄人物造型。

### 纪录片
Valve记录了Hyhy （Benedict Lim）、Dendi（Danil  Ishutin）和Fear（Clinton Loomis）三位dota职业玩家的生活及故事 ，作为Dota 2对外公布前续。2012年8月， GameTrailers宣称Valve把对外这些材料制作成了记录片。2013年6月，Valve小范围在公司外放映了部分片段。在被Kotaku泄漏之后，Valve市场副主席确认纪录片正在制作并对外透露了名字——Free to play。纪录片在2014年9月公布，通过Steam、iTunes和youtube均可观看。

## 发布
经Valve广泛测试之后，在2011年Gamescom的第一届国际邀请赛上Dota 2第一次面世。为了迎合这项赛事，Valve开始赠送测试版的邀请。第一批邀请在Gamescom后很快送出。2011年9月23日，Valve放弃了先前的进展同时对外发布，这导致游戏处于beta测试版本近一年时间。冰蛙在网络上披露的新版本已经开始进行测试，并在后续的英雄实施。同时，Valve宣布测试版本的保密协议已经取消，允许测试员们公开的讨论游戏和游戏体验。经过近两年的测试，Dota 2在2013年7月9号正式发布，此时该游戏已经有了三百万的活跃玩家。在游戏发布之后两个月，Newell宣称Dota 2的更新流量已经占到了全球流量的百分之三。2013年12月16日，在游戏的支撑平台和服务器到位之后，最后限制Dota 2全球可用性的障碍也消除了。
为了遵守部分国家的特殊经济法规，Valve选择与当地的公司合作进行推广。2012年10月19日，总部在北京游戏经销商完美世界宣布成为Dota 2中国地区的代理商。同年11月9日，类似的协议与总部在东京的游戏经销商Nexon达成，Nexon成为韩国和日本的代理商。2015年11月，Nexon宣布不再担任当地Dota 2的运营商，并允许Valve直接接管韩国和日本当地的份额和市场。

### 过渡到起源2
2015年6月12号，Valve宣布整个Dota 2项目将转移到起源2引擎，该项目的代号成为Dota 2-重生。这项更新包括全新的用户界面框架设计，自定义的Mod游戏，起源2引擎替换原有的引擎。Dota 2成为第一个运用该引擎的游戏。2015年6月17日，更新的测试版对公众发布。2015年9月9日，重生正式替换原有游戏客户端。由于新引擎带给玩家陌生的体验，在重生發布之后，Dota 2的全球玩家数量小幅下跌16%。在大量的更新和补丁发布之后，2016年1月，玩家数量回复到一百万以上，是近2015年3月份以来的最大数量。2016年5月，Dota 2启用了对 Vulkan API的支持，成为首款支持Vulkan的游戏。

## 职业比赛

### 国际邀请赛

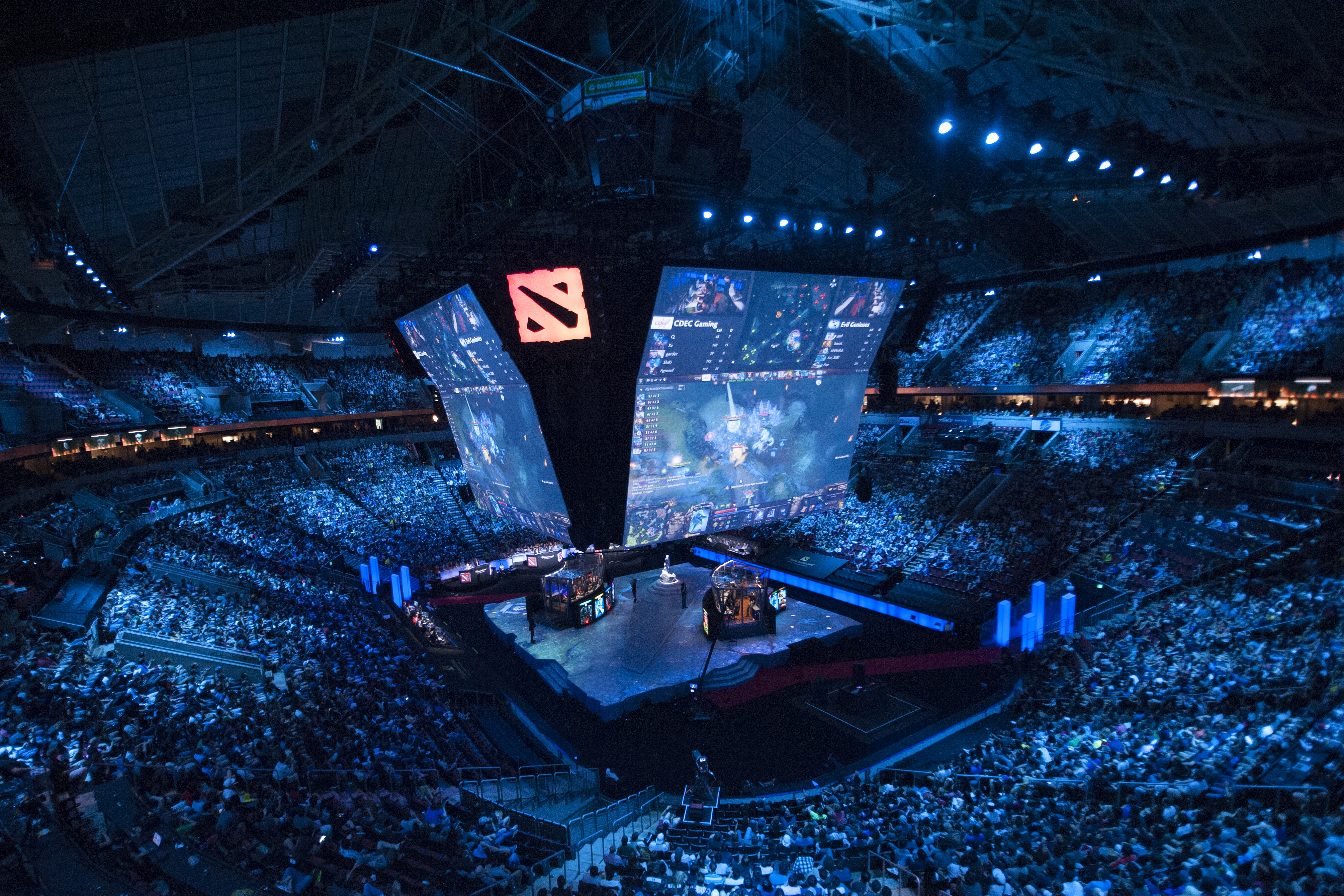
在西雅图的钥匙球馆举办的The International 2015的总决赛

为了让更多的DOTA玩家接受Dota 2，并展现游戏的新性能，在2011年，Valve发起了DOTA2国际邀请赛（简称TI）这一Dota 2领域的电子竞技锦标赛，并提供高达100万美元的奖金，邀请世界各地的共16組顶级战队参加。随后，TI国际邀请赛际成为了每年一度的冠军锦标赛，举办地点也迁到了美国华盛顿州的西雅图市（第一届在德国科隆）。到了2013年，第三届国际邀请赛的奖金池通过互动指南的销售超过了280万美元，超过了此前英雄联盟第二季锦标赛的记录，成为电子竞技历史上最大的奖金池。互动指南是一个可选的但必须单独购买的虚拟物品，V社将该收入的25%直接用于比赛奖金。从此，每年国际邀请赛的奖金池都会打破上一届比赛奖金池的记录。第四届国际邀请赛（2014年）的奖金池已达到1090万美元，超过了超级碗、美国高尔夫巡回赛和环法自行车赛。2015年至2019年，国际邀请赛的奖金池分别超过了1840万美元、2077万美元、2478万美元、2500万美元、3330万美元，分别使当年冠军队伍Evil Geniuses、Wings、Team Liquid、OG战队收获超过600万美元、913万美元、1090万美元、1119万美元、1560万美元的奖金（其中OG战队连续获得2018年、2019年冠军）。
随着国际邀请赛的举行，若干电子竞技赛事开始从Dota过渡到Dota2，其中包括ESWC。Dota 2测试期的第一年结束时，它已成为排名第二的付费游戏，仅次于星际争霸II。
在2012年，Dota 2正式成为世界电子竞技大赛（WCG）的比赛项目。2013年，电子竞技联盟（ESL）开始为其举办季度性的锦标赛，称为RaidCall EMS One，它同时也是是2013年年初最大型的dota2独立赛事。2013年九月初，中国电子竞技协会举办了Dota 2锦标赛——WPC-ACE Dota 2 in 2013。这项赛事是电子竞技历史上奖金额度第三高的比赛，也是国际邀请赛之外奖金额度最大的比赛。2013年6月12号，在电子娱乐博览会上，Nexon宣布投资20亿韩元（大致170万美元）举办一个面向业余玩家和职业玩家的联赛。互动指南曾是国际邀请赛的专属，但从2014年的ASUS ROG梦幻联赛开始，Valve允许第三方组织的比赛售卖互动指南。2015年，Dota 2亚洲邀请赛在上海举行，通过互动指南的销售，本次比赛的奖金池突破了三百万美元。此後完美世界又在上海舉辦多屆Dota 2亚洲邀请赛。到2016年6月为止，Dota 2已成为盈利最高的电子竞技游戏。据统计，专业级的Dota 2锦标赛的奖金总计已达到6500万美元，将近英雄联盟锦标赛的两倍。

### DOTA特锦赛
2015年开始，Valve开始举办季节性的规模稍小一些的锦标赛，称为特锦赛，每季的奖池有300万美元。锦标赛的原型基于同样出于V社的第一人称射击游戏——反恐精英：全球攻势。第一个特锦赛由ESL于2015年11月11日～21日在德国法兰克福举办，冠军是OG战队；接下来的特锦赛由完美世界于2016年3月2日～6日在上海梅赛德斯奔驰中心举办，冠军是Team Secret战队。第三个也是在国际邀请赛之前的特锦赛由PGL在2016年6月于马尼拉举办,这次OG战队再次夺得冠军。
在这样的新制度下，国际邀请赛被大家视为“夏季锦标赛”。第六届国际邀请赛（TI6）是在新形式下的第一届。TI6沿用了之前的销售互动指南的众筹模式，也使得它再一次刷新了电子竞技历史上的奖池记录——2000万美元，这次的冠军是Wings战队。在这次的玩家见面会上，Valve宣布由于赛事过于密集，在下来他们将把赛事的数量从原先的三个降低到两个。

### DOTA职业巡回赛
在2017年第七届国际邀请赛后，由于受到玩家和各战队对于国际邀请赛直接邀请参赛队伍不透明的批评，Valve宣布将用新的Dota职业巡回赛系统（DPC）来取代以往的特锦赛模式。在职业巡回赛模式下，各支队伍需要通过参加Valve赞助的各项赛事来赚取积分，到赛季末时将根据积分情况来决定接下来的国际邀请赛直接邀请参赛队伍。在2018-19赛季，职业巡回赛排名前12的队伍将会直接受邀参加国际邀请赛。

### 其他
2022年，TI在上海舉辦英特尔世界公开赛。

### 媒体报导

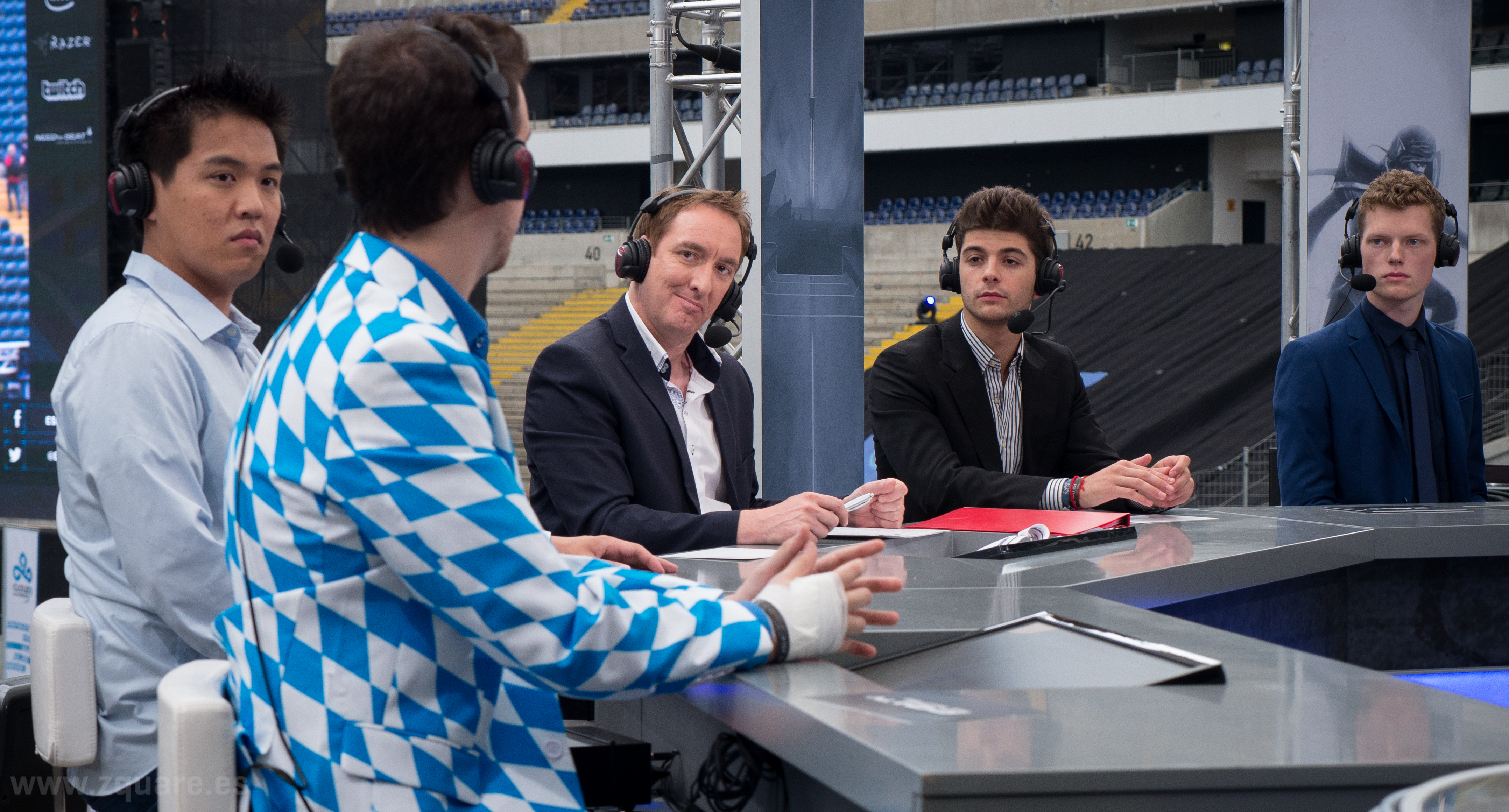
在商业银行竞技场举办的2014年ESL One法兰克福锦标赛中，解说员正在进行赛前分析

最初的专业Dota 2比赛是由游戏直播平台Twitch.tv进行报道的。现在，在几乎所有的Dota 2大型赛事里，相关的评论、分析和队员采访则是由一群特定的电子竞技组织和从业人员在线上发布，这点和传统竞技类似。
Dota 2相关报道也会在全球的电视网络播出，如美国的ESPN、德国的Sport1、丹麦的的TV 2 Zulu、中国的上海文广游戏风云频道、马来西亚的Astro和菲律宾的TV5等等。

## 游戏模式

### Free-to-Play  (免费玩)
2012年6月1日，Valve的Dota 2的開發小組正式公告─遊戲將會採用Free-to-Play(免費玩)的模式。不需要任何花費，就能使用全部的英雄，並且可以儲存物品。Dota 2的收入，會來自一個獨佔性的商店「DOTA Store」，在商店內可以訂購遊戲內的物品。「DOTA Store」是Valve展示各項創作物品的集散地，如同其它來自Steam 创意工坊的產品，這個系統可以讓使用者發布創作，成功者可獲選將作品永久實裝至遊戲內。這個系統是成形自絕地要塞2，自2011年6月以來，已經為絕地要塞2的創作者帶來350萬美元的收入。

### Dota 自定义地图
Dota 允许玩家通过 Steam 发布自定义的地图，这一点和《魔兽争霸III》和《星际争霸II》等游戏的地图编辑器功能有类似之处。发布通过的自定义地图会展览在 Dota 客户端内的「游廊」列表中，所有玩家都可以下载这些自定义地图并进行游戏。自定义地图中诞生了许多热门作品，例如一度引起热潮的刀塔自走棋。

### Dota Plus 会员
2018年3月，Valve宣布推出刀塔 Plus 会员，采用了时下流行的订阅付费方式。但是，刀塔 Plus 会员并不是改变 Dota 2 一直以来的免费游玩政策，购买会员也不会对游戏内竞技的公平性产生任何影响，购买会员只会提供诸如英雄饰品、大数据教程、周末锦标赛门票等周边服务。

## 運營概況
2010年10月13日，Dota 2 在 Game Informer 杂志官方网站正式宣布，游戏目前正处于封闭公测阶段中。Valve将Dota 2公开于Steam遊戲平台，供拥有BetaKey的玩家下载。
2013年7月9日，Valve宣布Dota 2結束長達兩年的測試，現在所有玩家（除了由第三方運營商代理的中國大陸和韓國地區）都可以免費進入遊戲。
2015年12月31日，NEXON宣布不再与Valve续约，Dota 2韩国服务器正式停运。
2016年12月，Dota 2迎来重大版本更新7.00版本。
2019年3月，受自定义游戏刀塔自走棋火爆影响，Dota 2在线人数重回100万以上。

### 中國大陆運營概況
2012年10月19日，完美世界宣布獲得Dota 2中國大陸地區運營權。
2013年4月28日，完美世界中國大陆服务器开始封闭测试，由完美世界发放激活码的方式让玩家进入游戏。
2013年8月24日，中國大陆伺服器進入下載客戶端即可獲得激活碼的“放量測試”階段。
2013年9月25日，Dota 2中國大陆伺服器开启开放测试，用户无需激活码即可进入游戏。
2014年3月19日，完美世界在上海举办了《Dota 2》发布会。
2015年6月19日，Dota 2 Reborn(重生)Beta国服测试正式开启。
2016年3月2日至6日，上海特锦赛在梅赛德斯-奔驰文化中心举行，Team Secret获得本次比赛冠军。
2019年8月，第9届国际邀请赛于上海梅赛德斯-奔驰文化中心举行，OG 战队获得本次比赛的冠军。

## 各界反映
| 汇总媒体     | 得分   |
| ------------ | ------ |
| GameRankings | 89%    |
| Metacritic   | 90/100 |

| 媒体           | 得分   |
| -------------- | ------ |
| Destructoid    | 9.5/10 |
| Edge           | 9/10   |
| Eurogamer      | 9/10   |
| Game Informer  | 9/10   |
| GameSpot       | 9/10   |
| IGN            | 9.4/10 |
| PC Gamer美国   | 90/100 |
| VideoGamer.com | 9/10   |

### 奖项与称号
2011年的第一次亮相之后，Dota 2获得了IGN的人民选择奖（People's Choice Award）。
2012年的12月，Dota 2获得PC Gamer颁发的最佳电子竞技的称号（the best eSports）和年度游戏（Game of the Year）的提名。
2013年，也是游戏正式发布的那年，Dota 2获得PC Gamer和 onGamers颁发的年度电子竞技奖（ the eSport of the year awards），GameTrailers颁发的2013年最佳电子游戏奖（the game the award for Best PC Game of 2013），IGN颁发的最佳策略类电子游戏奖（the Best PC Strategy & Tactics Game）、最佳多人游戏奖（Best PC Multiplayer Game）、人民选择奖（People's Choice Award），和“Game Informer”认证的2013年最佳PC端游（Best PC Exclusive）、最佳多人竞技游戏（Best Competitive Multiplayer）和最佳战略类游戏（Best Strategy）。 Dota 2在Destructoid中也被很多“年度游戏”类奖项提名，其中包括最佳竞技类游戏。虽然Dota 2在票数上领先其余八位提名者，但Destructoid员工还是把奖项颁给了星际争霸II：虫群之心。 
在随后的2014年，Dota 2在第十届英国电子游戏学院奖（10th British Academy Games Awards）中获得最佳多人游戏的提名，但负于俠盜獵車手：聖安地列斯（Grand Theft Auto V）。
2015年，Dota 2获得2015年度游戏奖（The Game Awards 2015）的最佳电子竞技游戏提名，并在2015全球电子游戏奖（2015 Global Game Awards）中获得最佳MOBA类游戏奖。

### 影响

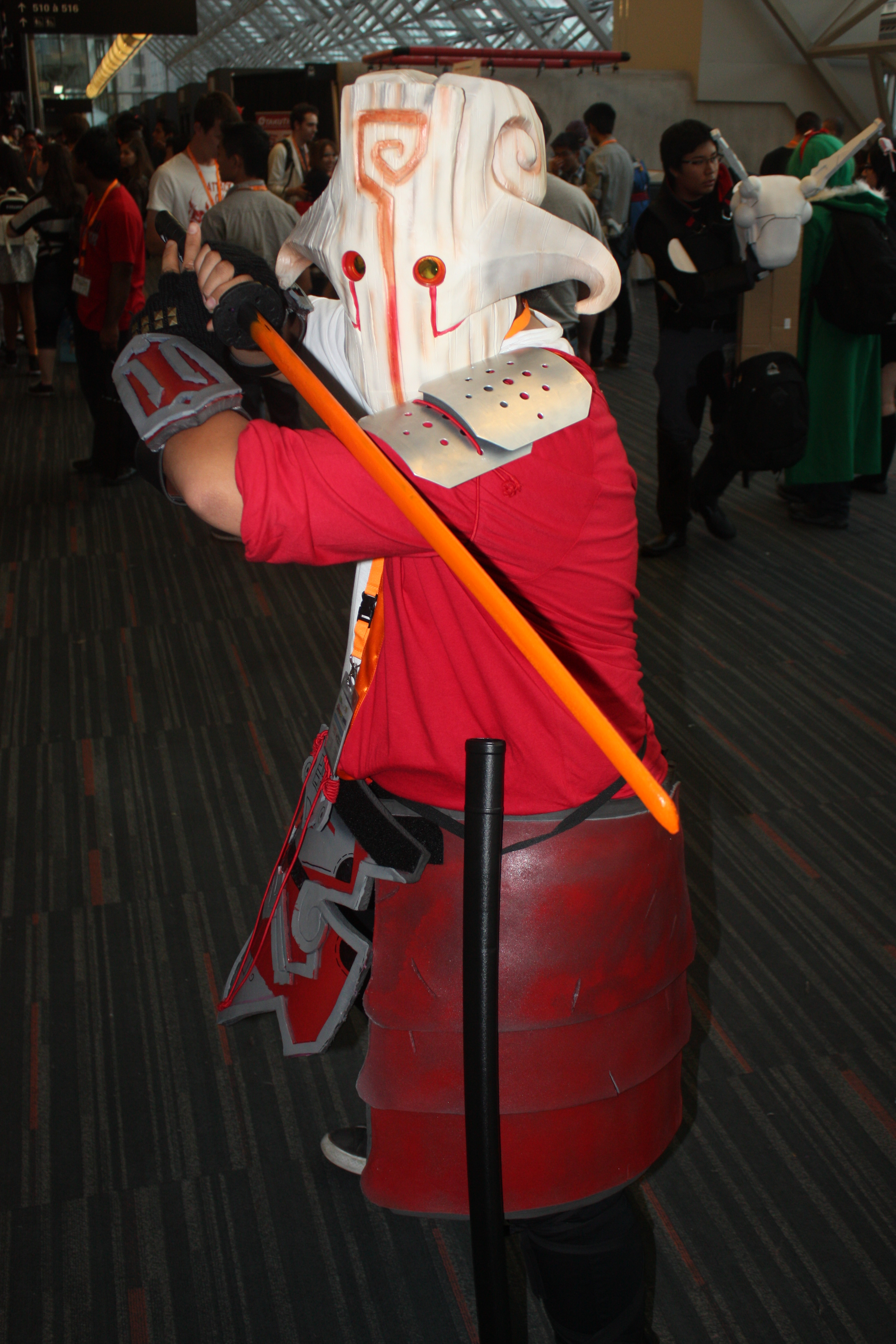
一个粉丝正Cosplay为游戏里117个可玩角色中的其中一个——主宰

距正式发布还有两个月的时候，Dota 2的同时在线人数就已达到33万，并在同年三月打破了自己的纪录，成为Steam平台史上同时在线人数最多的游戏，当时的数据超过了同一时间其余九款在线人数最多的游戏的人数的总和。Dota 2也是STEAM史上第一个同时在线人数超过一百万的游戏。2015年，Dota 2在Twitch.tv的观看次数排到了第三位，紧随《英雄联盟》（LOL）和《反恐精英：全球攻势》（CS:GO）之后。Dota 2联赛和锦标赛的直播也被大受欢迎，一些特定赛事的同时观看人数甚至可以达到百万。
2013年，在Game Revolution评选的有史以来最好的25款电子游戏中，Dota 2位列第四。2016年，在时代周刊列举的49款史上最好的电子游戏中，称Dota 2为多人在线竞技游戏类的巅峰之作。同年，PC GAMER列举的第十二届最好的100款电子游戏中，称Dota 2为最有深度和竞技体验最佳的游戏。

### 類似作品
- 英雄聯盟─由RIOT所製作與發行
- 风暴英雄─由美國Blizzard Entertainment所製作與發行

## 外部連結
- 官方网站
- （简体中文）Dota 2中文官方網頁（页面存档备份，存于）
- （简体中文）完美世界Dota 2官方网页（页面存档备份，存于）